# Heinz Dobler (Fußballspieler)
Heinz Dobler (* 12. November 1932) ist ein ehemaliger deutscher Fußballspieler. 
Er begann seine Karriere bei den Amateuren des VfB Stuttgart. Zur Spielzeit 1954/55 stieg er in den Vertragsspielerkader der in der Oberliga Süd spielenden Schwaben auf. Hier bestritt er in seiner ersten Saison ein Oberligaspiel. Nachdem er in der Folgesaison nicht mehr berücksichtigt worden war, wechselte er im Sommer 1956 zum VfR Heilbronn.